# Calathea ornata
Calathea ornata är en strimbladsväxtart som först beskrevs av Jean Jules Linden, och fick sitt nu gällande namn av Friedrich August Körnicke. Calathea ornata ingår i släktet Calathea och familjen strimbladsväxter. Inga underarter finns listade.

## Bildgalleri

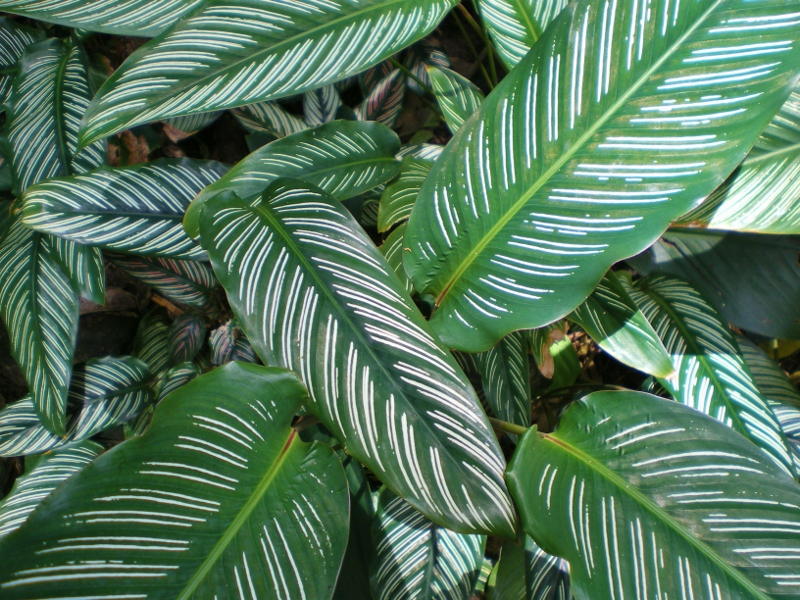
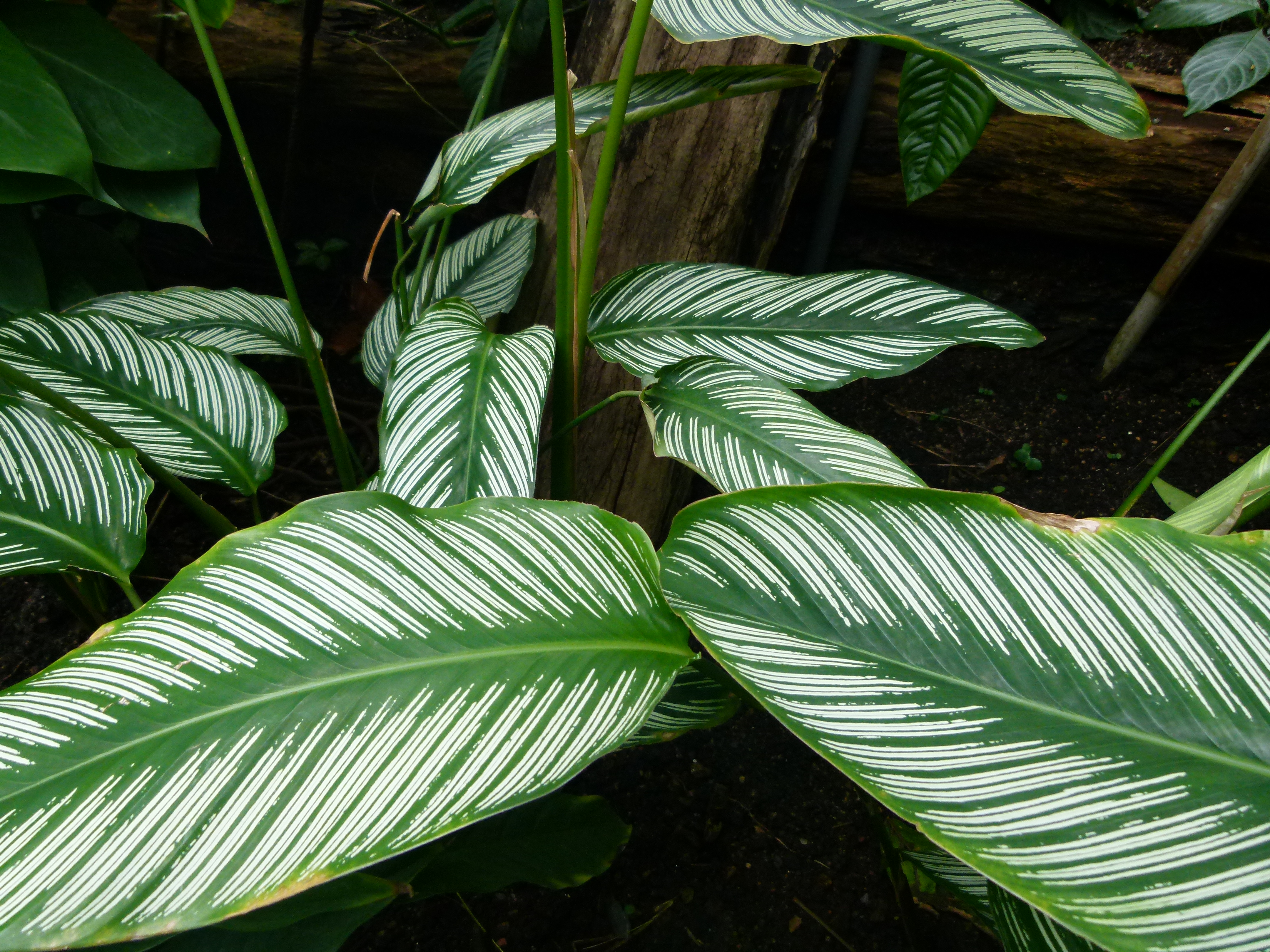